# Chumbe

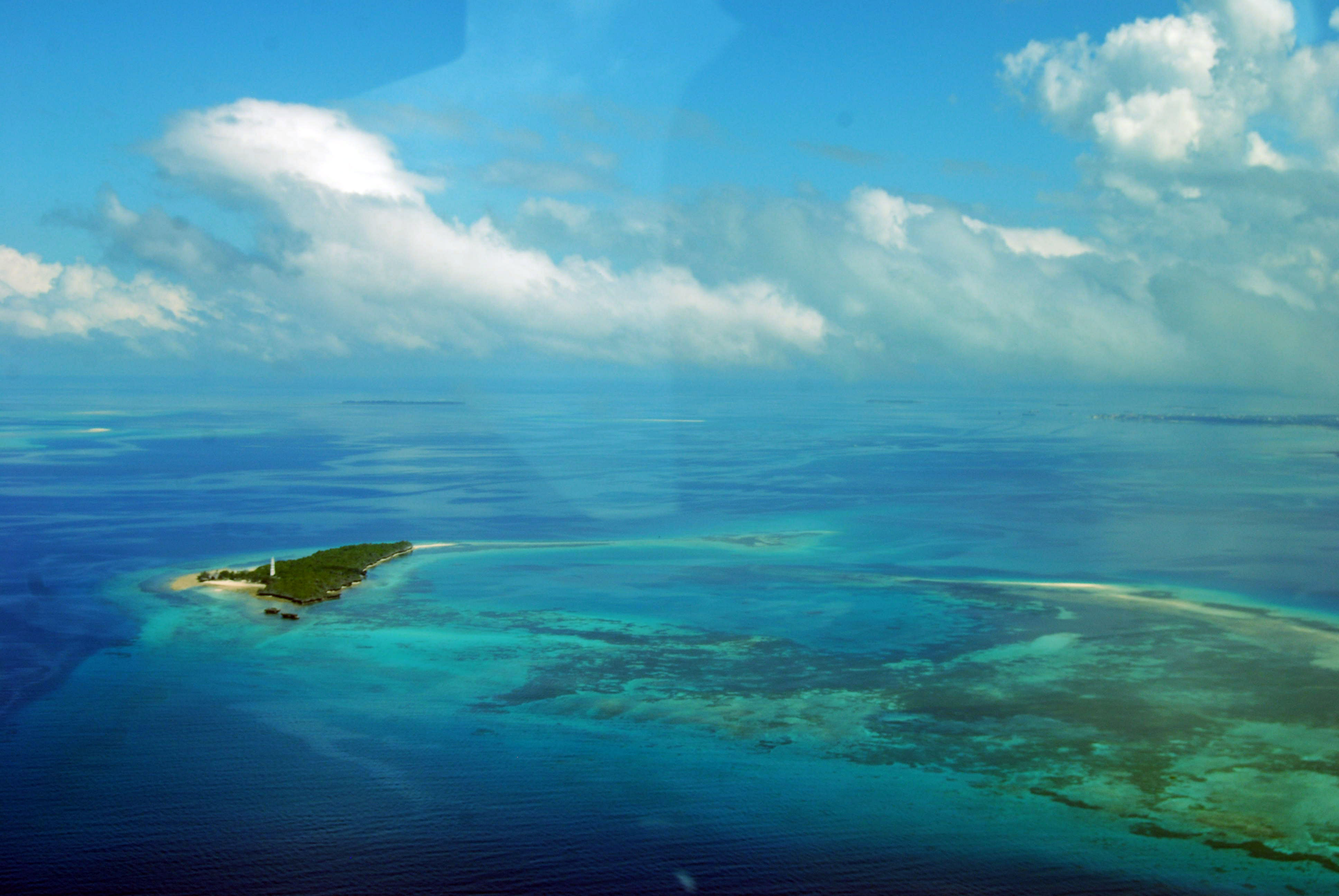
Chumbe Island från luften.

Chumbe Island är en 1,3 kilometer lång, 0,3 kilometer bred och cirka 220 000 m2 stor ö utanför Zanzibar vid Tanzanias kust. Sedan 1993 är ön förvaltad under ett icke-vinststrävande privatföretag, Chymbe Island Coral Park Ltd. (CHIOP). Företagets främsta verksamhetsformer är naturskydd, ekoturism och undervisning inom naturskydd och miljöfostran. Ön och omgivande vatten är sedan 1994 skyddade som naturreservat. Naturreservatet skyddar över 370 fiskarter och 200 korallarter samt ser till att skogen hålls välbevarad.